# Шоша
Шоша (рус. Шоша) река је на северозападу европског дела Руске Федерације. Протиче преко територија Московске и Тверске области. Десна је притока реке Волге у коју се улива у зони Ивањковског језера, и део је басена Каспијског језера.
Извире у северозападним деловима Московског побрђа, на подручју Московске области и углавном тече у смеру североистока. Дужина водотока је 163 километра, површина сливног подручја око 3.080 км², а просечан проток на око 50 километара узводно од ушћа је око 15,8 м³/с. Под ледом је од средине новембра до половине априла када је и највиши водостај. Доминира нивални режим храњења (топљењем снега).
У горњем делу тока река јако меандрира, а из корита се неретко уздижу камене греде. Иако су обале ниске углавном су доста стрме. Низводно од села Тургиново (на југу Калињинског рејона) њено корито се нагло шири, обале су знатно ниже и у знатној мери замочварене. Након што прими своју највећу притоку реку Ламу улива се у Волгу широким, готово естуарским ушћем.